# Quarto d'Altino
Quarto d'Altino je grad u Venetu u Sjevernoj Italiji od 8.082 stanovnika

## Povijest
Povijest naselja neraskidivo je povezana s antičkim gradom jadranskih Veneta Altinumom, koji je za Rimljana postao municipij.
Altinum je bio važna trgovačka luka u Venecijanskoj laguni, ali je nakon što ga je prvi put razorio Atila 452., potpuno napušten u sljedećim stoljećima. Njegovi stanovnici potražili su sigurniji dom na otocima lagune u Veneciji, Torcellu, Muranu, Buranu. Ruševine antičkog Altina postale su kamenolom iz kojeg se izvlačio materijal za gradnju novih objekata.
Nakon toga se vjerojatno u vrijeme Langobarda razvilo u zapadnom dijelu teritorije grada malo selo oko kapele posvećene sv. Mihaelu Arkanđelu, nazvano: "del Quarto", to je bilo zato što je to naselje bilo udaljeno četiri rimske milje od rimskog Altinuma. Quarto je od 1177. bilo u biskupiji Torcello.
Od 15. stoljeća kad je Mletačka Republika otpočela s velikim melioracijskim radovima na isušivanju močvara na terenu Quarta d'Altina - otpočeo je i rast naselja. Od napoleonske vlasti San Michele del Quarto je općina. Pravi rast naselje je doživjelo tek početkom 20. stoljeća kad je tu izgrađena željeznička pruga Trst - Venecija i most preko rijeke Sile.

## Vanjske poveznice
- Službene stranice Quarto d'Altina (tal.)